# Shereefa Lloyd
Shereefa Lloyd (* 2. September 1982 in Clarendon) ist eine jamaikanische Sprinterin, die sich auf den 400-Meter-Lauf spezialisiert hat.
2007 bei den Weltmeisterschaften in Osaka gewann sie mit ihren Mannschaftskolleginnen Shericka Williams, Davita Prendergast und Novlene Williams die Silbermedaille mit der jamaikanischen 4-mal-400-Meter-Staffel.
Bei den Olympischen Spielen 2008 in Peking gewann sie gemeinsam mit Shericka Williams, Rosemarie Whyte und Novlene Williams beim 4-mal-400-Meter-Staffellauf in der Zeit von 3:20,40 min die Bronzemedaille.
Bei den Weltmeisterschaften 2009 in Berlin gewann sie mit der jamaikanischen 4-mal-400-Meter-Staffel in derselben Besetzung wie im Jahr zuvor in Peking erneut die Silbermedaille.
Bei den Olympischen Spielen 2012 in London gewann sie mit der 4-mal-400-Meter-Staffel Bronze; wurde dabei aber nur im Vorlauf eingesetzt und im Finale von Novlene Williams-Mills ersetzt.

## Persönliche Bestzeiten
- 100 m: 11,50 s, Abilene (Texas, USA), 17. April 2003
- 200 m: 23,10 s, Norman (Oklahoma, USA), 1. Mai 2004
- 400 m: 50,62 s, Kingston (Jamaika), 29. Juni 2008